# 冈底斯山脉
29°49′57″N 84°36′35″E / 29.83250°N 84.60972°E
 羅波峰 29°49′57″N 84°36′35″E / 29.83250°N 84.60972°E

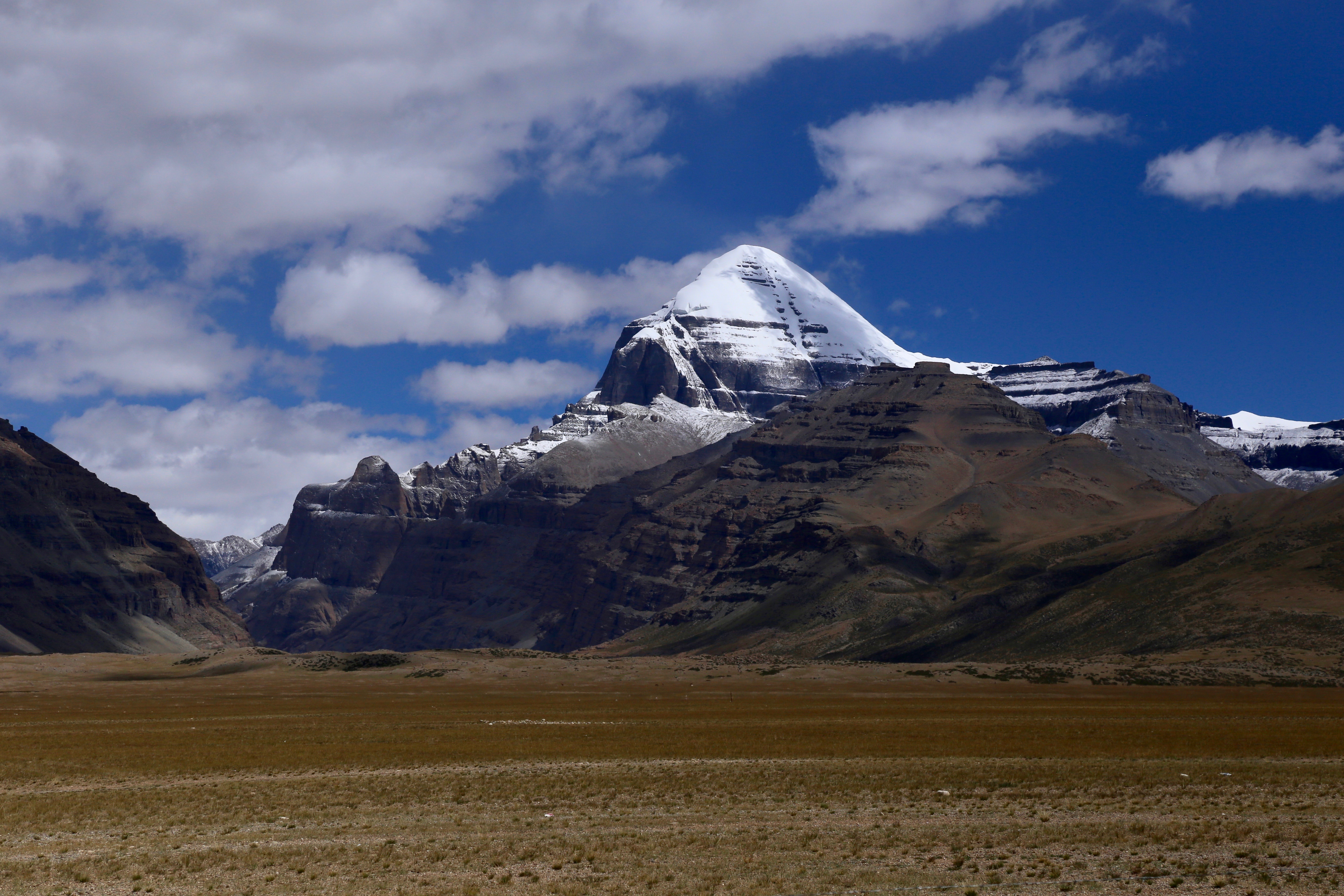
岡仁波齊峰南面，位於西藏冈底斯山脉。

冈底斯山脉（藏語：གངས་ཏི་སེ，威利转写：gangs ti se，THL：Gangtise，藏语拼音：Gangdisê）位于中国西藏自治区的山脉，位于喜马拉雅山脉以北并与平行。冈底斯山脉是呈西北-东南走向的弧形山脉，全长约1600公里，西起喀喇昆仑山脉东南部的萨色尔山脊(北纬34°15′，东经78°20′)，东延伸至纳木错西南(约北纬29°20′，东经89°10′)，東接念青唐古拉山。
冈底斯山脉西段山体宽约60～70公里，由西向东山体渐宽，东段宽达100公里。平均海拔5500～6000米。最高峰为为仲巴县东北-萨嘎县西北的冷不岗日，即罗波峰，海拔7095米。冈底斯山脉是青藏高原南北重要地理界线，北侧是气候寒冷干燥的羌塘高原，羌塘高原大部分是荒漠的无人区或牧区，南侧是相对温暖凉爽的藏南谷地，雅鲁藏布江及其支流流经冈底斯山脉和喜马拉雅山脉之间，有河谷平地和湖盆谷地，如拉萨河河谷平地。草场辽阔，耕地集中，为西藏自治区人口集中，农牧业发达的地域。冈底斯山南北侧均为地震活动带，近40年间多次发生六级以上地震。
冈底斯山脉是众多大河发源地，山脉北峰流出的森格藏布（狮泉河）是印度河正源，西面朗钦藏布（象泉河）是印度萨特累季河，源于喜马拉雅山与冈底斯山间的达却藏布（马泉河）是雅鲁藏布江的发源地，印度部分称布拉马普特拉河，发源于南面喜马拉雅山的马甲藏布（孔雀河）是恒河的支流格拉河。

## 名称
冈底斯：藏语“冈”、梵语“底斯”，在各自的语言中都是“雪”的意思，“冈底斯”引申为“大雪山”。
在藏传佛教及西藏传统典籍中，“冈底斯（山）”或“底斯”常特指位于西藏阿里地区普兰县境内，冈底斯山脉第二高峰（海拔6638米，常被称作主峰）的冈仁波齐峰(梵文称 Kailāsa “該拉瑟”（古譯“雞羅娑”）/ Kailash“凯拉什”)。

## 地质地理
白垩纪中期冈底斯山脉开始隆起，中晚始新世印度板块与亚洲板块相撞、挤压、断裂与褶皱上升形成山脉主体。
冈底斯山脉是西藏印度洋外流水系与藏北内流水系的主要分水岭。
冈底斯山脉南侧气候温凉稍干燥，以亚高山草原为主。北侧气候严寒干燥，以高山草原为主。

## 宗教文化
主峰岡仁波齊峰（山脉第二高峰，海拔6638米）屹立于山脉西段群山之中，其名於藏语中意为“雪山珍宝”，是苯教、印度教、耆那教、藏传佛教共同的圣山，各宗教世界观/宇宙观的“世界中心”。
其南面30多公里处的圣湖玛旁雍错位居西藏三大神山圣湖之首。雅鲁藏布江的源头马泉河、印度河的源头狮泉河、印度河的支流象泉河均发源于冈仁波齐峰这一地区。
在宗教含义上，“转山”——围绕冈仁波齐峰外围走一圈，能消除恶业、积累福德。特别是藏历马年的时候，转山行走一圈（约50公里）等于平常年份转山13圈的功德，因而聚集了藏区及南亚的大量信徒转山，宁可累死途中亦不足惜。
近年来修建环山公路的计划受到了文化人士的批评，被认为是煞风景之举。